# Hugo Romani
Hugo Romani (Mendoza, 23 de diciembre de 1919 - Buenos Aires, 16 de octubre de 2016) fue un cantante argentino de boleros.
A los 18 años comenzó a cantar en su ciudad natal, Mendoza.
En 1947  emprendió su primera gira al exterior a Caracas donde debutó en Radio Cultura, actuando en El Lido y Pasapoga. En Maracaibo es contratado por Ondas del Lago. Llevó su arte por todo Latinoamérica, para triunfar después en Japón y en distintos países europeos. 
En 1958 ―a los 38 años de edad― dejó de cantar para dedicarse a la producción de televisión y a la contratación de artistas en Venezuela. Desde 1958 hasta 1968 estuvo vinculado a Radio Caracas Televisión como productor principal de Renny Ottolina.
En 2005 ―a los 86 años de edad― volvió a grabar un disco.

Moriría si me quedo quieto, por eso sigo grabando. [...] La esencia del bolero es la misma y siempre estará vigente, aunque pasen los años.
Hugo Romani